# 브리핑

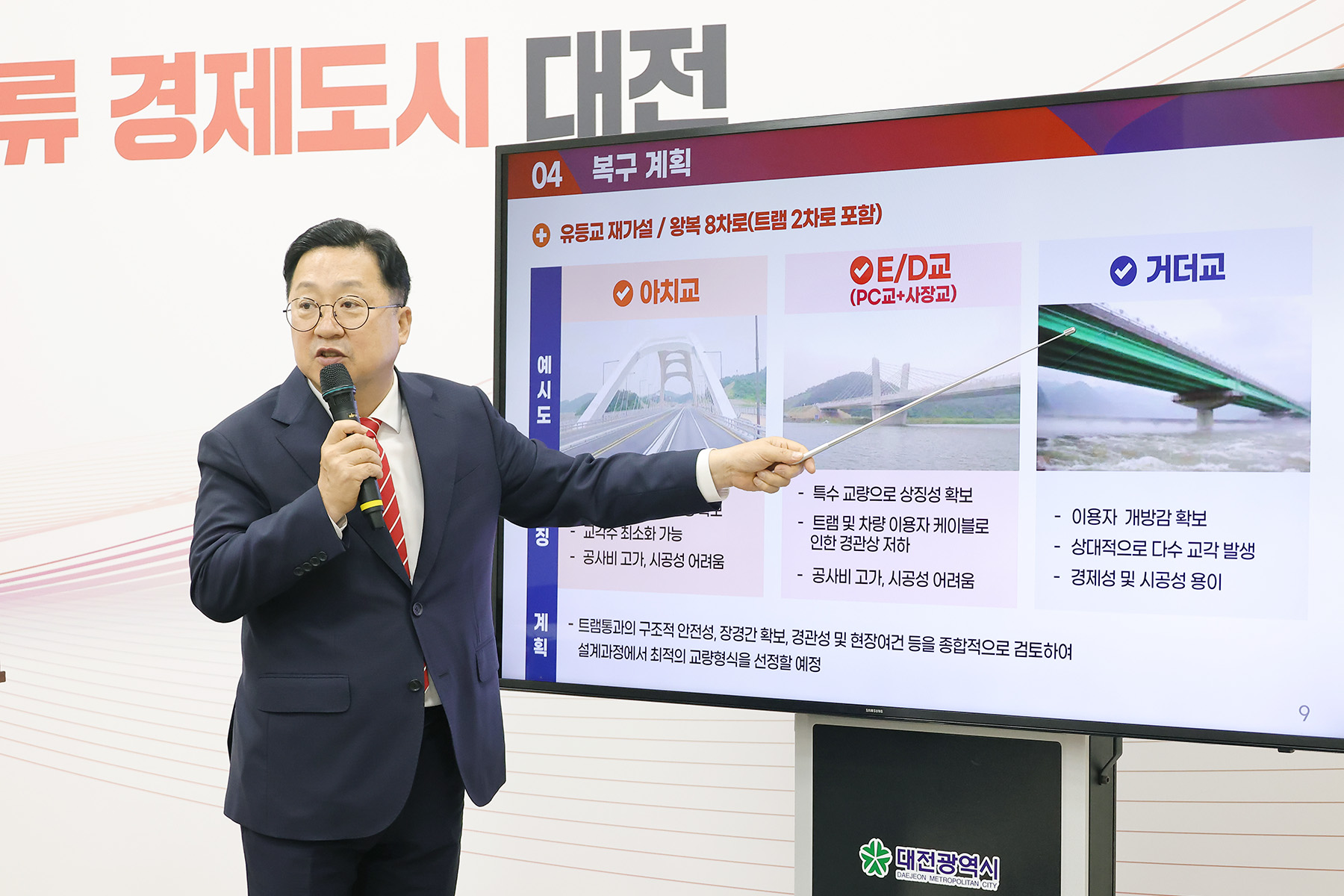
유등교 가설교량 계획에 대해 '브리핑'하는 이장우 대전 시장

브리핑(briefing)은 요점을 간추린 간단한 보고나 설명를 뜻하거나 그런 보고나 설명을 위한 문서나 모임을 뜻한다. 요점을 간추린 간단한 보고나 설명을 위한 문서인 브리핑 노트(briefing note)는 비망록의 한 종류이다.
파생어로는 '브리핑실(브리핑을 하는 방)', '백 브리핑(back briefing, 공식적인 브리핑이 끝난 이후에 비공식적으로 이어지는 브리핑)', '서면 브리핑(문서를 통해 이루어지는 브리핑)' 등이 있고, 동사형으로 '브리핑하다'가 있다.
공군에서 비행 직전에 비행사에게 내리는 간단한 명령도 브리핑이라고 한다.

## 같이 보기
- 브리핑 노트